# Juan Ignacio Gorriti
Juan Ignacio Gorriti (Jujuy , Virreinato del Perú, 10 de junio de 1766 - Sucre, 25 de mayo de 1842), sacerdote y político rioplatense, diputado por Jujuy a la Junta Grande de Gobierno en 1811 y del congreso constituyente de 1825, gobernador de la provincia de Salta entre marzo de 1828 y enero de 1832. Bendijo la bandera belgraniana el 25 de mayo de 1812, en la Iglesia Matriz de Jujuy, antes del Éxodo Jujeño.

## Biografía
Sus padres fueron el comerciante español Ignacio de Gorriti y Arambarri, natural de Guipúzcoa, y María Feliciana Cueto y Liendo, perteneciente a una patricia familia jujeña de encomenderos y hacendados salto-jujeños, descendientes por parte de los Liendo, de Pedro de Zárate , quien fundara Jujuy por segunda vez (1575- San Francisco de Álava en el Valle de Jujuy). Fue hermano mayor del doctor y militar José Ignacio Gorriti, tres veces Gobernador de Salta y del prócer militar Francisco "Pachi" Gorriti, ambos herederos del ideario güemesino en lo político y militar.
Estudió en la Universidad de Córdoba, donde se doctoró en teología en 1791 y fue ordenado sacerdote. Se destacó como ideólogo de la causa independentista y Mitre lo catalogó como "apóstol del auténtico federalismo", escritor y orador patriótico; al enterarse de la invasión napoleónica a España, escribió un "Alegato de Derecho Público", para probar que el poder debía volver al pueblo de las colonias.
Apenas recibida noticia de la Revolución de Mayo  y la formación de la Primera Junta de Gobierno , el cabildo de Jujuy lo nombró diputado a la Junta Grande, a la que se incorporó en diciembre de 1810. Reiteradamente abogó por la autonomía de Jujuy de lo que fuera la virreinal Intendencia de Salta del Tucumán, en lo que fuera el primer manifiesto público de una voluntad auténticamente federal,  autónoma pero bajo el orden de un Congreso y un Gobierno Central. Jujuy fue, sin embargo, la última de las catorce provincias que suscribieron la Declaración de Independencia de 1816 del siglo XIX en consagrar su autonomía, en forma pacífica y sin luchas civiles, ya que recién lo hizo en 1834. Juan Ignacio Gorriti era consciente de que las tensiones derivadas de una reorganización federal, debían supeditarse a una suprema prioridad, que era consolidar la Independencia declarada, aún no ganada en el campo de batalla. Tampoco debe asombrarnos de que en el período de Anarquía del año XX  los Gorriti fueran más afines a los unitarios, ya que entendían un federalismo ordenado y representado en un gobierno central , y no a un caudillismo autonomista - o incluso separatista- que en aquella situación histórica representaba disgregación de las Provincias Unidas.
Gorriti fue hombre de confianza del presidente de la Junta, Cornelio Saavedra, y fue por varios meses secretario de la misma. Junto con los demás diputados de las provincias, fue expulsado por el Primer Triunvirato a fines de 1811. Gorriti fue quien más protestó por este atropello, y advirtió a las provincias que en el futuro deberían precaverse contra la prepotencia de la metrópoli porteña. Todo un pronóstico del futuro de la nación en ciernes, que de ser considerado hubiese evitado décadas de luchas internas.
Su primer encargo sacerdotal, fueron los curatos de las encomiendas de Cochinoca y Casabindo, en la Puna jujeña, dominios del Marquesado de Yavi .  Pasó en 1804 a ser cura y rector de la Iglesia Matriz de Jujuy  cargo que ejercería durante veintiún años
De regreso en Jujuy, colaboró con el Ejército del Norte, y su comandante el Gral. Manuel Belgrano , con sus hermanos, en la leva de soldados y factoría de armamentos. A su pedido, bendijo la primera Bandera Nacional el 25 de mayo de 1812, contra expresa instrucción del Triunvirato y su ministro Rivadavia  que actuando bajo la "máscara de Fernando VII" prohibieron expresamente su uso como emblema de la Patria y del Ejército. Belgrano lo nombró Capellán titular del Ejército del Norte. Favor mayor hizo Gorriti a la Patria,  al quedar como canónigo de la catedral y Vicario del extenso Obispado de Salta, reemplazando de facto al obispo realista Nicolás Videla del Pino (1812), quien fue simplemente "despachado" fuera de su sede. Videla del Pino nunca volvió a su diócesis, falleció en Buenos Aires en 1819. Había que asegurarse también el apoyo de la Iglesia para la causa patriótica, factor importante de poder moral.
A partir de 1815, sus relaciones con el gobernador Güemes fueron más distantes que las que tuvo con Belgrano. Pero su hermano José Ignacio fue diputado al Congreso de Tucumán por Salta y reemplazó a Güemes interinamente en el gobierno, cuando éste se ausentaba en batalla. Otro de sus hermanos, “Pachi” Gorriti, considerado el mejor lancero del Ejército del Norte, se transformó en oficial de confianza de Güemes, lugarteniente en los valles salteños.
Tras el magnicidio de Güemes por los realistas (1821), nadie como el canónigo Gorriti apoyó la política de su hermano José Ignacio, sucesor de Güemes en dos ocasiones como gobernador de Salta. En 1824 fue elegido diputado al Congreso Constituyente de Buenos Aires, donde se mantuvo ecuánime entre las tendencias federales y caudillistas, y la tendencia unitaria. Votó a favor de la presidencia de Rivadavia, en contra de las iniciativas federales más extremistas, pero también rechazó la constitución unitaria de 1826.
A la caída de Rivadavia, regresó a Salta, donde fue representante de Jujuy y presidente de la legislatura provincial, y fue nombrado gobernador de la Diócesis de Salta, hasta que se designara obispo titular. Cabe mencionar que en aquella época, al no haber estado reconocido por la Santa Sede ni concordatos vigente, las sedes del actual territorio argentino estaban vacantes.
Federal convencido en teoría, su oposición a los partidarios de Güemes y su amistad con los unitarios lo unieron a ese partido, como a su hermano. No obstante, su hermano menor, Francisco Gorriti, perteneció al partido federal. Se unió a la Liga del Interior dirigida por el general Paz, y fue gobernador de Salta en marzo de 1829 (reemplazando a su hermano el general). En enero de 1832, vencida la Liga del Interior por el caudillo rosista Facundo Quiroga en la batalla de la Ciudadela , firmó un tratado de paz con éste último y renunció a su cargo de Gobernador.

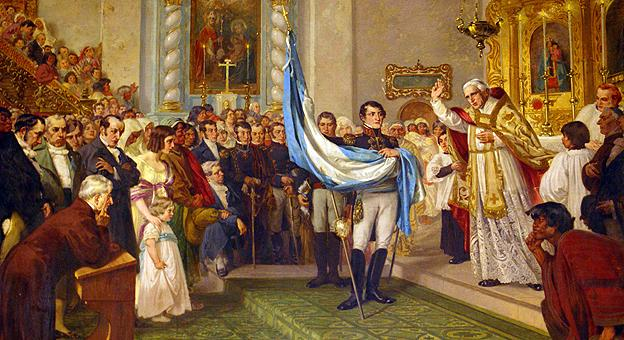
Bendición de la Bandera en Jujuy por parte del presbítero Juan Ignacio Gorriti en 1812

Fallecido el Pachi Gorriti, y cansado de la anarquía y las lucha entre Unitarios y Federales que desangraba el país , emigró junto a su hermano José Ignacio y familia a la recientemente formada Bolivia. Similar destino tuvieron otros próceres de la primera hora de la Patria, como Teodoro Sánchez de Bustamante. Otros unitarios como Lavalle y Marco Avellaneda , fueron asesinados en aquel conflicto, bajo la divisa federal  "rojo punzó" del Gobernador porteño Rosas y sus caudillos.
Estando en Cochabamba escribió una "Memoria y Autobiografía", y unas "Reflexiones sobre las Causas Morales de las Convulsiones de los Estados Americanos". Los bienes de su familia fueron embargados por el gobernador Pablo Latorre, caudillo federal e integrante del partido enemigo "de la Patria Nueva" .Pasó Gorriti sus últimos años dedicado a la enseñanza en la Universidad de Charcas.
Falleció en la ciudad de Sucre o Chuquisaca en 1842, y fue enterrado en la Iglesia San Miguel de esa ciudad. Sus restos fueron repatriados recién en 2005 e inhumados junto a los de su hermano José Ignacio Gorriti en su tierra natal , en la Catedral de Jujuy, en aquella Iglesia Matriz que durante más de veinte años fue púlpito de su ideario y testigo de su lucha por la Independencia.